# 金汝礪 (萬曆進士)
金汝礪（1563年—1611年），號啓心，浙江嘉兴府平湖县人。明朝政治人物。同進士出身。

## 生平
萬曆十三年（1585年）乙酉科浙江鄉試第三十七名舉人，萬曆二十六年（1598年），登戊戌科進士，工部觀政，授福建福安縣知县，有清誉，多所规画。三十四年（1606年）升南工部主事，督钱厂，综核廉明，积馀钱千万计。管理节慎库，省浮额二十万。奉旨纪录，榷龙江关税，正课外奇羡数千金，白大司空，贮公帑，佐缓急。管理屯田，裁板枋脚，价数千金，中贵人齮龁之，不为動。江南水潦，淮东亢旱，条上救荒事宜，著《荒政录》。三十八年出知北直真定府，次年抱病卒。汝砺天性纯孝，父母有疾，药必亲尝，溺必躬掖。

## 著作
著有《昭性录》、《策學》。

## 家族
曾祖金英。祖金项。父金錫。弟金汝諧，万历三十二年甲辰進士。孫金式玉，順治辛丑進士。次孫金璞玉。